# Aurore Lalucq
Aurore Lalucq (Longjumeau, 17 aprile 1979) è un'economista e politica francese, europarlamentare dal luglio 2019.
Dopo aver sostenuto Benoît Hamon per le elezioni presidenziali del 2017, si è unita al movimento Génération.s, di cui è diventata portavoce, per poi essere coinvolta nel 2019 con Place publique. È stata eletta eurodeputata nella lista di Envie d'Europe durante le elezioni europee del 2019.

## Biografia
Economista laureata all'Università Paris-Dauphine e Panthéon-Sorbonne (Paris-1), docente, autrice, Aurore Lalucq ha fondato l'Istituto Veblen da lei co-diretto fino al 2019.
Direttrice della collana di libri di teoria economica e transizione ecologica presso l'editore Les Petits matins, è in particolare all'origine della traduzione francese dell'economista americano, noto per aver predetto la crisi del 2008,, Hyman Minsky, ma anche i primi scritti di Gianīs Varoufakīs. Tra gli autori della collana da lei diretta troviamo: Gaël Giraud, Éloi Laurent, André Orléan, Bernard Perret, Jean-Charles Hourcade, Tim Jackson, Lucas Chancel, Juliet Schor, Herman Daly.
Accanto a economisti ecologici, economisti eterodossi e socio-economisti, collabora con James K. Galbraith, con il quale organizza regolarmente conferenze e scrive articoli di opinione. Collabora regolarmente anche con Dominique Méda con cui conduce seminari su lavoro ed ecologia e nel 2017 ha organizzato l'audizione dei candidati alla presidenza sulla transizione ecologica.
Specialista in monetizzazione e finanziarizzazione della natura, transizione socio-ecologica e regolamentazione bancaria, Aurore Lalucq è autrice di numerosi libri su questioni economiche, sociali ed ecologiche. In particolare ha scritto con l'economista Jean Gadrey il libro Faut-il donner un prix à la nature?, accolto positivamente dalla critica e vincitore nel 2015 del premio Foundation for Political Ecology.
Nel 2016 e nel 2017 ha coordinato con altri 10 il "new deal europeo" di DiEM25, il movimento fondato da Yánis Varoufákis . In occasione del One Planet Summit, ha firmato con 80 economisti di diversi paesi (Tim Jackson, Yánis Varoufakis, Mariana Mazzucato, ecc.) il bando per la fine immediata di tutti gli investimenti in nuovi progetti di produzione di combustibili fossili.
Insegna economia internazionale presso Sciences Po Lille da giugno 2018.